# Primitivismo

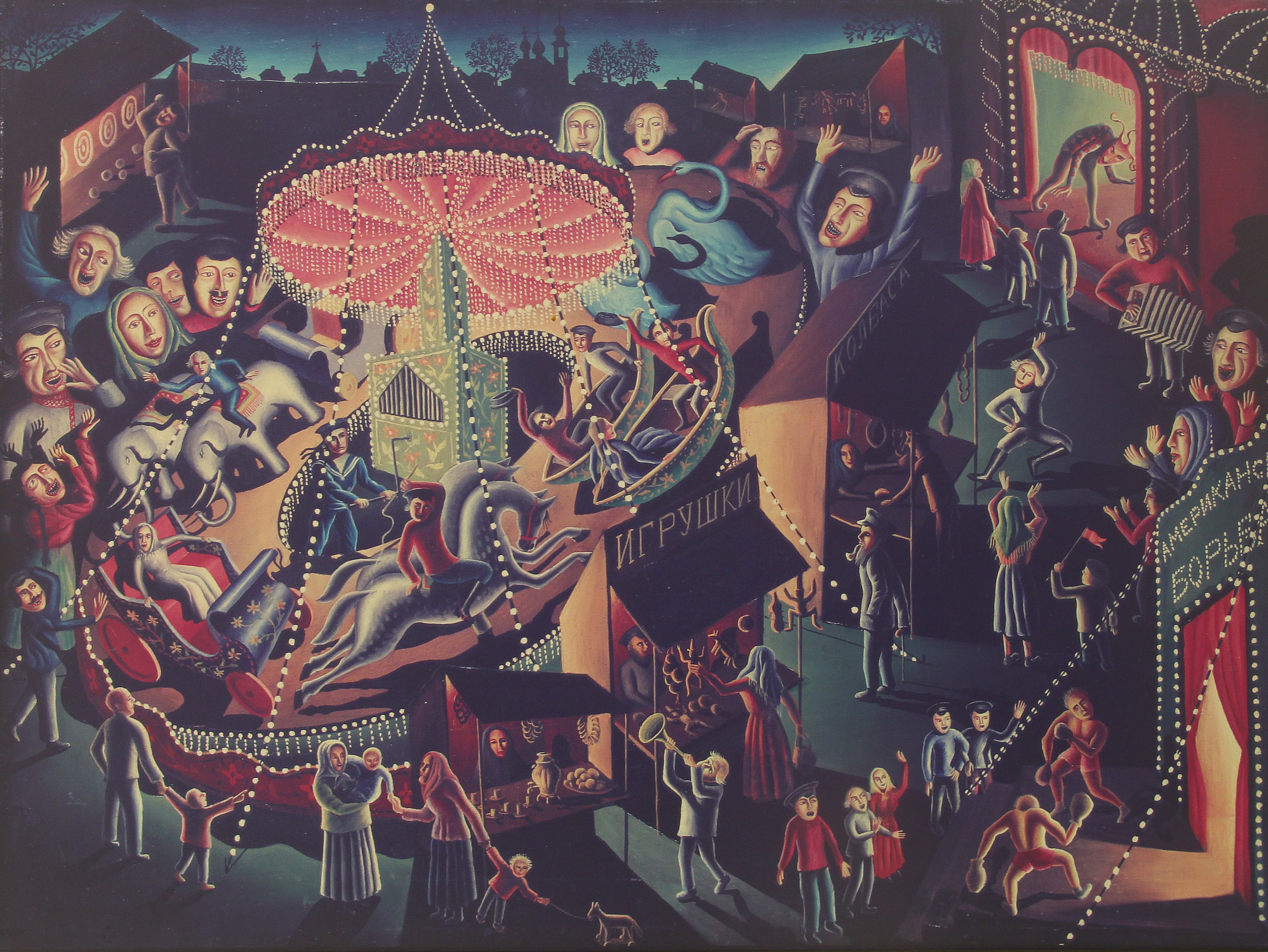
El tiovivo, Walter Spies, 1922.

El primitivismo es un movimiento artístico surgido en Rusia y defendido por algunos pintores de la Sota de Diamantes, que privilegia las formas ingenuas y primitivas del arte: la imaginería popular, los iconos, las enseñas de los comerciantes, los platos pintados, los objetos y los colores de la cultura campesina. 
Es también, en parte, una reacción contra la influencia a nivel nacional de la pintura francesa, considerada entonces preponderante. No obstante, se considera a Paul Gauguin como el precursor del movimiento primitivista.

## Artistas primitivistas
- Mark Tobey (1890-1976).
- Franz Kline (1910-1962).
- Adolph Gottlieb (1903-1974).
- Edgardo Quiroz (1950-1998).
- Ana Mendieta (1948-1985).
- Gustavo Hernández Lara (1946-actualidad).[1]

## Otros significados en el arte
El primitivismo también es un movimiento del arte occidental de finales del siglo XIX que toma prestadas las formas visuales de los pueblos preindustriales no occidentales, tales como la inclusión de los motivos pictóricos de Tahití que hizo Paul Gauguin. Los "préstamos" del arte primitivo han sido muy importantes en el desarrollo del arte moderno.
El término "primitivismo" se aplica a menudo a otros pintores que trabajan en el estilo del arte naïf (también llamado ingenuo o primitivo) o popular (como Mijaíl Lariónov, Paul Klee u otros).
El interés por el primitivismo de principios del siglo XX, inspiró a muchos artistas de las primeras vanguardias, y el trabajo, considerado por muchos, como la primera obra cubista, o al menos, la obra que prefigura el cubismo, Las señoritas de Avignon de Pablo Picasso de 1907, iniciará la fase de este movimiento llamado analítico, que pertenece a la llamada "fase oscura" del artista, cuando estaba fascinado por el arte primitivo de las máscaras africanas. De la misma inspiración del arte primitivo africano surgieron las pinturas del pintor cubano Wifredo Lam, quien combinó elementos presentes en las expresiones visuales africanas, con elementos de lo afrocubano, muchas veces de carácter religioso. 

### Música
Tanto la pintura de Paul Gauguin y de Pablo Picasso, como la música de Ígor Stravinski son citados con frecuencia como los ejemplos más destacados del primitivismo en el arte. La consagración de la primavera de Stravinski es 'primitivista' en la medida en que su tema programático es un rito pagano: un sacrificio humano en la Rusia precristiana. Emplea una estridente disonancia y ritmos fuertes y repetitivos para representar el modernismo 'dionisíaco', es decir, el abandono de la inhibición (la moderación significa civilización). Sin embargo, Stravinski era un maestro de la aprendida tradición clásica y trabajó dentro de sus límites. Para Malcolm Cook, “con sus motivos de música folclórica y los infames disturbios de París de 1913 asegurando sus credenciales de vanguardismo, La consagración de la primavera (1913) se involucró en el primitivismo tanto en la forma como en la práctica mientras permanecía embebida en las prácticas clásicas occidentales”. Stravinski en su obra posterior adoptó un neoclasicismo más 'apolíneo', para usar la terminología de Nietzsche, aunque en su uso del serialismo todavía rechaza las convenciones del siglo XIX.

## Influencias
Los artistas más jóvenes buscaban influencias nuevas en el estudio de las culturas primitivas reveladas por el colonialismo y su Arte más antiguo o autóctono y nativo, que creían más honesto y natural que el de los pueblos industrializados.
La influencia, aceptada por los artistas de los movimientos de vanguardia a raíz del estudio del 'positivismo', quedó iniciada y patente tras realizar Picasso su obra Las señoritas de Avignon en 1907. Ahí se inauguró un movimiento analítico de gusto y fascinación por el arte primitivo inspirado en las máscaras, por ejemplo fang, dan, bamileke o bemekele, de los pueblos originarios de África. También resultaría de interés para muchos artistas con posterioridad a Pablo Picasso.
En Rusia surge en 1913 el Neo-Primitivismo, como movimiento de vanguardia inspirado por el pintor y teórico Aleksandr Shevchenko quien consideró que pintores como Marc Chagall y David Burliuk realizaban un análisis de lo cúbico hacia el futurismo Ruso. Esto también influyó en la Poesía creando un grupo llamado cubo-futurista, del que Velimir Khlebnikov se convirtió en precursor.

### África
"Entre el pasado mítico del África pre-colonial; dónde culturas modernistas de la Europa de 1900 y el frenesí creativo de inmensas periferias contemporáneas muestran que no hay vínculos sustantivos para compartir la pertenencia, en la cual el artista sigue por cuestionar y provocar. Y sí; porque eso es (considerado) también su cultura, hasta lo procedente de la pequeña periferia que es Portugal, mar abierto, con los valores del mestizaje."
Raquel Henriques da Silva